# Yowlys Bonne
Yowlys Bonne Rodríguez (né le 2 novembre 1983 à Guantánamo) est un lutteur cubain.

## Palmarès

### Championnats du monde
- Budapest 2018
  -  Médaille d'or en lutte libre dans la catégorie des moins de 61 kg
- Paris 2017
  -  Médaille de bronze en lutte libre dans la catégorie des moins de 61 kg
- Tachkent 2014
  -  Médaille de bronze en lutte libre dans la catégorie des moins de 61 kg

### Championnats panaméricains
- Frisco 2016
  -  Médaille de bronze en lutte libre dans la catégorie des moins de 65 kg
- Colorado Springs 2012
  -  Médaille d'or en lutte libre dans la catégorie des moins de 60 kg
- Guatemala 2005
  -  Médaille d'or en lutte libre dans la catégorie des moins de 60 kg

### Jeux panaméricains
- Toronto 2015
  -  Médaille d'or en lutte libre dans la catégorie des moins de 57 kg
- Guadalajara 2005
  -  Médaille de bronze en lutte libre dans la catégorie des moins de 60 kg